# Dragonfly (sonde spatiale)
Pour les articles homonymes, voir Dragonfly.
Dragonfly (en français : « Libellule ») est une mission d'exploration du système solaire de l'agence spatiale américaine, la NASA, dont l'objectif est d'étudier Titan, le plus gros satellite naturel de Saturne. Les caractéristiques de cette lune — atmosphère épaisse, lacs de méthane et d'éthane liquides, substances organiques complexes, cryovolcanisme, pluie de méthane — en font un monde d'un très grand intérêt sur le plan scientifique.
La mission spatiale exploite la présence d'une atmosphère dense (1,5 fois celle de la Terre) et d'une gravité inférieure à celle de la Lune : elle met en œuvre un aérobot de type aérogire d'une masse de 875 kg, qui effectuera de multiples vols de courte durée pour étudier la basse atmosphère et la surface de Titan. Pour disposer de suffisamment d'énergie pour fonctionner et survivre à une température moyenne de −180 °C, l'engin spatial dispose d'un générateur thermoélectrique à radioisotope.
Dragonfly est un des deux finalistes retenus en décembre 2017 pour la quatrième mission du programme New Frontiers, qui regroupe des sondes spatiales chargées d'explorer le système solaire avec un coût plafonné à un milliard de dollars. La NASA sélectionne cette mission en juin 2019. Celle-ci doit décoller en 2028 et se poser sur Titan en décembre 2034.

## Contexte

### Titan: un monde océanique unique
La mission Cassini-Huygens, qui a étudié Titan entre 2004 et 2017, a révélé un monde d'un grand intérêt scientifique. Une chimie complexe et diversifiée reposant sur le carbone se déroule à la surface de cette lune de Saturne. On retrouve les mêmes processus que sur Terre mais le cycle du méthane remplace celui de l'eau. C'est un laboratoire naturel unique pour étudier la chimie prébiotique et pour rechercher des signatures de formes de vie basées sur les hydrocarbures. Il se peut que les matières organiques interagissent avec de l'eau liquide à la surface ou non loin de la surface accroissant la possibilité de l'apparition d'une chimie prébiotique. Des échanges pourraient avoir lieu avec un océan intérieur. Les mesures effectuées par les instruments de la mission ont laissé beaucoup d'inconnues sur la composition des matériaux en surface. Par contre, les scientifiques ont la certitude que celle-ci est très variable selon les lieux. Il est donc essentiel de collecter des données sur différents sites pour déterminer dans quelle mesure la chimie prébiotique a pu progresser dans des environnements géologiques différents. Compte tenu de cet objectif, la mobilité d'un engin spatial est essentielle pour pouvoir effectuer les mesures sur les différents sites.

### Projets d'exploration précédents

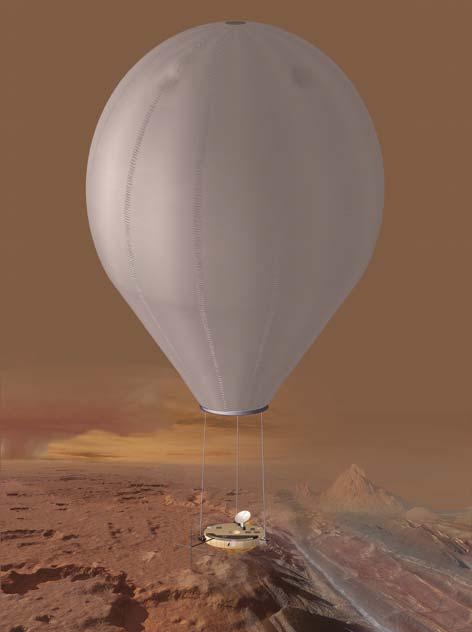
Montgolfière des projets TANDEM et TSSM.

Avant même l'arrivée de Cassini-Huygens dans le système saturnien, des groupes de travail préparant pour la NASA le plan décennal d'exploration du système solaire de 2003 avaient identifié à la fois l'importance scientifique de la chimie à l’œuvre à la surface de Titan et le potentiel d'une mission exploitant la mobilité d'un aéronef. Les premiers scénarios de mission reposant sur des engins plus lourds que l'air et sur des hélicoptères datent de cette époque. Depuis la réception des premiers résultats fournis par Cassini-Huygens, plusieurs projets aux caractéristiques et aux coûts variables ont été proposés sans qu'aucun soit retenu :
- Titan Prebiotic Explorer (TIPEX) est une étude interne du centre JPL de la NASA datant de 2006 comprenant un orbiteur et une montgolfière. Des échantillons de sol sont collectés à l'aide d'un dispositif de prélèvement largué puis ramené dans la gondole ;
- Titan Explorer est la première proposition répondant au cahier des charges définissant les attentes scientifiques de la NASA. Ce projet de 2007 très ambitieux, élaboré par le laboratoire Applied Physics Laboratory (constructeur de Dragonfly), comprend un orbiteur utilisant l'aérocapture, une montgolfière et un atterrisseur statique ;
- l'Agence spatiale européenne, qui a développé l'atterrisseur Huygens propose à peu près à la même époque Titan and Enceladus Mission (TandEM) un projet combinant l'étude de Titan et d'Encelade, autre satellite de Saturne ;
- Titan Saturn System Mission (TSSM) résulte de la fusion en 2009 des études menées jusque-là par la NASA et l'Agence spatiale européenne. La mission devait comprendre un orbiteur américain et deux engins développés par l'Europe : une montgolfière fournie par le CNES et un atterrisseur fonctionnant sur batterie et donc avec une durée de vie brève, qui devrait se poser sur l'une des mers de méthane de Titan ;
- AVIATR est un projet d'aéronef alimenté en énergie par un générateur thermoélectrique à radioisotope et moteur Stirling (ASRG) développé en réponse à l'appel à propositions de 2010 du programme Discovery. Mais le projet s'est avéré incompatible avec les contraintes budgétaires de ce programme destiné aux missions à faible budget ;
- Titan Mare Explorer (TIME) est un des trois finalistes retenus en 2011 pour la sélection de la 12e mission du programme Discovery. Il s'agissait de faire atterrir sur un lac de méthane Ligeia Mare un engin alimenté en énergie par un ASRG. Le projet ne sera pas retenu dans la sélection finale en 2012.

## Historique du projet

### La réactivation du programmeNew Frontiers
Après une pause d'un an imposée par des contraintes budgétaires, le programme New Frontiers de la NASA, qui rassemble des missions d'exploration du système solaire à coût intermédiaire, est réactivé début 2015. Un appel à propositions est lancé fin 2016. Il est prévu à l'époque qu'une présélection débouchant sur des études approfondies soit finalisée en novembre 2017 puis que la sélection finale soit effectuée en juillet 2019. Les propositions de mission doivent porter sur un des six thèmes énoncés dans le plan stratégique et le plan scientifique de la NASA de 2014 :
- mission de retour d'échantillons de la surface d'une comète ;
- mission de retour d'échantillons du sol prélevés dans le Bassin Pôle Sud-Aitken près du pôle sud de la Lune ;
- mondes océaniques ; Encelade et/ou Titan ;
- sonde atmosphérique de Saturne ;
- étude des astéroïdes troyens orbitant aux point de Lagrange L4 ou L5 de la planète Jupiter ;
- étude de la composition et des caractéristiques de la surface de Vénus visant à répondre aux deux objectifs suivants : formation des planètes terrestres et modalités de l'évolution de Vénus depuis son origine sans doute similaire à celle de la Terre.

### Sélection du projetDragonfly(2017-2019)
Douze projets sont proposés. Dragonfly est le fruit des travaux d'une équipe du laboratoire Applied Physics Laboratory (APL) de l'Université Johns-Hopkins dans le Maryland dirigée par la planétologue Elizabeth Turtle. Le laboratoire APL joue un rôle de pointe dans la réalisation des satellites scientifiques et des sondes spatiales d'exploration du système solaire lancées par la NASA avec des missions comme MESSENGER (2004), première sonde spatiale à s'être placée en orbite autour de la planète Mercure, New Horizons (2006) première sonde spatiale à avoir étudié in situ la planète naine Pluton l'observatoire solaire Solar Probe Plus lancé en 2018, Europa Clipper (2023) (partenariat avec le Jet Propulsion Laboratory) chargée d'étudier la lune Europe de la planète géante Jupiter et DART (2020).
Dragonfly est avec CAESAR (Mission de retour d'échantillons de la comète 67P/Tchourioumov-Guérassimenko) une des deux missions retenues en décembre 2017 pour la sélection finale qui doit avoir lieu en 2019,. La mission Dragonfly est finalement sélectionnée le 27 juin 2019 bien que Titan ne fasse pas partie des destinations retenues par le dernier rapport décennal sur les sciences planétaires sur lequel la NASA doit normalement baser son choix. En sélectionnant cette mission l'agence spatiale a voulu réagir rapidement aux dernières découvertes effectuées sur cette lune par la mission Cassini Huygens et le télescope Hubble sans attendre la prochaine actualisation de ce rapport. 

### Développement de la mission (2019-2028)
Le lancement de la mission est programmé initialement en 2026 mais en septembre 2020 la date est repoussée en 2027 puis en 2028 pour prendre en compte des facteurs exogènes comme l'épidémie de COVID en cours. Malgré ces reports l'arrivée à la surface de Titan reste programmée pour 2034,. En novembre 2024, la NASA sélectionne le lanceur Falcon Heavy de la société SpaceX pour le lancement de sa sonde spatiale qui doit décoller depuis le complexe de lancement 39A du centre spatial Kennedy. La prestation est facturée un montant de 256,6 millions de dollars. La fenêtre de lancement s'ouvre le 5 juillet 2028 et se referme le 25 juillet. En avril 2024 le cout du projet qui avait été estimé initialement à 2,2 atteint désormais 3,5 milliards de dollars (avril 2024) ce qui alimente les rumeurs d'annulation compte tenu des dépassements que connait à la même époque le projet Mars Sample Return. Mais la NASA confirme à cette date la poursuite des développements en annonçant par ailleurs que le projet a franchi avec succès la revue de conception critique (en anglais : Critical Design Review ou CDR) qui fige la conception du véhicule et confirme son coût de fabrication,.
Le développement de l'aérobot qui doit pouvoir fonctionner dans une atmosphère très particulière à des températures extrêmement basses (−180 °C) fait face à de nombreuses difficultés. Pour vérifier le fonctionnement des composants dans cet environnement le laboratoire APL dans ses locaux met en service fin 2023 une chambre cubique de plus de 4 mètres de côté, réalisée en acier inoxydable, dans laquelle est reproduite la température et la pression que subira Dragonfly. Le spectromètre de masse DraMS devait initialement analyser la composition des échantillons de sol prélevées mais également celle de l'atmosphère. Mais les ingénieurs ne parviennent pas à concevoir une ouverture du fuselage qui ne compromettrait pas la sécurité de l'engin (chute de la température interne) et ils doivent renoncer à cette fonctionnalité. La conception des lubrifiants qui subissent des températures anormalement basses constituent une autre difficulté. Certaines caractéristiques de l'aérobot évoluent durant la phase de conception comme l'utilisation de rotors à trois pales (au lieu de deux) et la modification de l'emplacement de certains instruments.

## Objectifs de la mission
Durant sa mission, Dragonfly doit collecter les données suivantes. : 
- Prélever des échantillons des matériaux en surface et identifier à l'aide d'un spectromètre de masse ses éléments chimiques et les processus produisant des composants significatifs sur le plan biologique ;
- Mesurer les éléments chimiques présents à la surface à l'aide d'un spectromètre à rayons gamma ;
- Enregistrer à l'aide de capteurs météorologiques les conditions atmosphériques et de la surface en particulier les changements dus au lieu et au cycle diurne ;
- Réaliser des photos permettant de caractériser les formations géologiques ;
- Mesurer les mouvements sismiques pour déterminer la structure du sous-sol et son activité ;
- En vol établir des profils atmosphériques ;
- En vol réaliser des photos aériennes de la géologie de la surface ;
- En vol fournir le contexte des mesures effectuées en surface et effectuer des reconnaissances des sites présentant un intérêt scientifique.

## Site d'atterrissage
Le site d'atterrissage retenu est un champ de dunes situé près du cratère d'impact Selk (7° N, 199° O) de 90 kilomètres de diamètre. La région fait partie de l'immense champ de dunes de Shangri-La où s'était déjà posé l'atterrisseur européen Huygens. La sélection de ce site résulte d'un ensemble de contraintes, :
- Pour que Dragonfly se pose sans risquer de se renverser, le site retenu doit comporter un sol présentant une pente modérée (inférieure à 10-15 %) et dépourvu d'obstacles importants (diamètre des roches inférieur à un mètre). Les champs de dunes de Titan, bien qu'ils n'aient été cartographiés par la sonde spatiale Cassini entre 2004 et 2017 qu'avec une résolution spatiale très grossière (de l'ordre du kilomètre), présentent généralement ces caractéristiques.
- La sonde spatiale va subir une forte décélération durant sa rentrée dans l'atmosphère de Titan et son bouclier thermique doit résister à des températures d'autant plus fortes que sa vitesse d'arrivée est élevée. Les ingénieurs ont choisi d'effectuer une rentrée directe (sans insertion en orbite) sous un angle de 65° (identique à celui d'Huygens) ce qui limite les zones d'atterrissage. Par ailleurs la rentrée se fera dans l'hémisphère délimitée par les longitudes 180 et 360 Ouest pour soustraire la vitesse de rotation de la lune à la vitesse d'arrivée de la sonde spatiale et de ce fait limiter l'épaisseur du bouclier thermique.
- Lorsque la sonde spatiale arrivera sur Titan, ce sera l'hiver dans l'hémisphère nord[Note 1]. Les latitudes élevées où se situent les lacs d'hydrocarbures ne seront pas éclairées et sont donc exclues des sites d'atterrissage potentiels.
- La rentrée dans l'atmosphère, la descente vers le sol, l'atterrissage ainsi que les deux à trois premiers jours (jour terrestre) de la mission consacrés aux vérifications des systèmes doivent pouvoir être suivis en temps réel par les équipes au sol. Pour y parvenir la Terre doit être visible depuis cette région durant tout ce laps de temps. Compte tenu de la vitesse de rotation de la lune[Note 2], le terminateur[Note 3] se déplace de 22,5° par jour terrestre. Cette contrainte impose donc que le site d'atterrissage se situe à plus de 70° à l'ouest du terminateur.
- Dans la zone de forme toroïdale satisfaisant ces différentes contraintes, le cratère d'impact Selk constitue l'objectif scientifique le plus évident. Le spectromètre imageur VIMS de la sonde spatiale Cassini y a détecté la présence de matériaux riches en eau qui ont permis des interactions avec les matériaux organiques.

## Caractéristiques techniques
Comme toutes les sondes spatiales de la NASA destinées à se poser sur un corps planétaire doté d'une atmosphère, Dragonfly est composé d'un étage de croisière qui prend en charge le transit de la Terre jusqu'au voisinage de Titan de l'aérobot. Ce dernier est encapsulé dans un véhicule de rentrée qui doit le protéger de l'échauffement thermique subie par la sonde spatiale durant sa rentrée atmosphérique à grande vitesse. Une fois que la vitesse a suffisamment décrue, les deux moitiés du bouclier thermique sont éjectés et des parachutes sont déployés pour réduire la vitesse jusqu'à l'arrivée au sol.

### Véhicule de rentrée
Le véhicule de rentrée comprend un bouclier thermique de 4,5 mètres de diamètre qui reprend les technologies mises en œuvre par les astromobiles martiens Curiosity et Perseverance. Le bouclier comprend un ensemble de capteurs DrEAM (en anglais : Dragonfly Entry Aerosciences Measurements), développés conjointement par le centre de recherche Ames de la NASA et l'Agence spatiale allemande, qui doivent collecter des données sur les conditions rencontrées (pression, température), sur les caractéristiques de la haute atmosphère (abondance du méthane, etc.) et sur les performances du bouclier thermique.  

## Architecture de l'aérobot

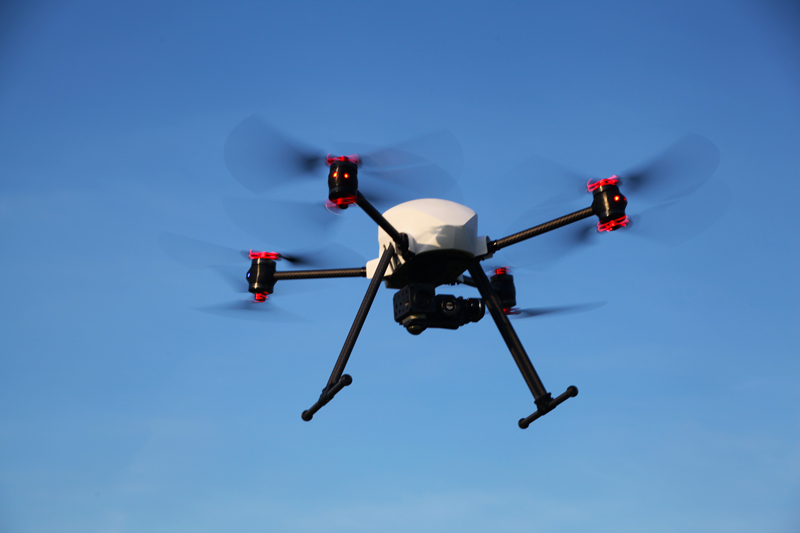
Dragonfly est comme ce drone, un octorotor utilisant des paires de rotor. Cette formule mécaniquement simple et disposant d'une redondance satisfaisante permet d'obtenir un aéronef très manœuvrant.

### Architecture: un aéronef de type octorotor
Pour pouvoir explorer plusieurs sites à la surface de Titan distants de 10 à 100 km entre eux, différents scénarios ont été étudiés. Le recours à plusieurs atterrisseurs nécessite de développer plusieurs copies des instruments scientifiques et du système d'acquisition avec un impact fort en termes de masse et donc de coût. L'approche la plus favorable consiste à utiliser un seul ensemble instrumental et à le déplacer d'un site à un autre. Plusieurs architectures d'aéronef ont été étudiées : hélicoptère, ballon gonflé à l'hélium ou à l'hydrogène, montgolfière (ballon à air chaud) et avion. La solution retenue exploite le fait que Titan a une gravité sept fois plus réduite que celle de la Terre et dispose d'une atmosphère 1,45 fois plus épaisse. Ces deux caractéristiques sont favorables à la mise en œuvre d'un engin volant plus lourd que l'air, puisque les deux combinés font qu'il est presque 11 fois moins énergivore de faire voler un drone sur Titan que sur la Terre. Les ingénieurs ont choisi la formule de l'octorotor, aéronef équipé de huit rotors à trois pales de 1,85 mètres de diamètre (deux à chaque coin de sa structure). C'est l'équivalent d'un quadrirotor mais la présence de paires de rotors fournit une redondance essentielle dans un contexte où aucune réparation ne peut être envisagée. Les déplacements de l'aéronef sont obtenus uniquement en faisant varier la vitesse de rotation d'un ou plusieurs rotors. Cette architecture, rendue possible par les progrès de l'électronique chargée du pilotage de la vitesse des rotors, permet d'obtenir un ensemble mécanique plus simple que celle d'un hélicoptère. La facilité de sa mise en œuvre est illustrée par la multiplication récente des drones de ce type. Cette formule permet de mieux contrôler les phases de vol et d'atterrissage. Par ailleurs un engin de ce type peut être facilement testé sur Terre. Son encombrement est compatible avec le volume disponible dans le module de descente chargé de le protéger durant la rentrée atmosphérique dans l'atmosphère de Titan.

### Structure
Dragonfly est un engin de 875 kg long de 3,85 mètres pour une largeur de 3,85 mètres et une hauteur de 1,75 mètres. Il avait été envisagé initialement de munir Dragonfly d'un système de flottaison pour que l'aérobot puisse se poser sur les lacs de méthane de Titan. Mais cette option a été abandonnée au profit d'un système d'atterrissage constitué par deux patins ne permettant de se poser que sur le sol ferme. La forme et la taille de l'aéronef ont dû prendre en compte le volume disponible dans le module de descente chargé de protéger l'engin durant la rentrée atmosphérique sur Titan. En position de stockage dans le module de descente, les patins sont repliés. Le corps de l'aéronef est de forme rectangulaire avec le MMRTG (système de production d'énergie) fixé à l'arrière en position inclinée dans une configuration analogue à celle du MMRTG du rover Curiosity. Une antenne parabolique grand gain, utilisée pour les communications avec la Terre, est fixée sur la partie supérieure de l'aérobot. Lorsqu'elle n'est pas utilisée, elle est repliée. Deux systèmes de prélèvement d'échantillons du sol de Titan (un par patin), de conception très simple, permettent d'alimenter le spectromètre de masse. Il s'agit d'une foreuse disposant d'un actuateur avec un seul degré de liberté. La densité de l'atmosphère de Titan permet de convoyer pneumatiquement l'échantillon de sol prélevé, quelle que soit sa nature, par un système d'aspiration jusqu'à l'instrument effectuant son analyse,.

### Capacités
Dragonfly peut effectuer des vols de quelques heures en pilotage automatique en utilisant une batterie électrique comme source d'énergie. Celle-ci, d'une capacité de 135 Ah, est rechargée au sol à l'aide d'un générateur thermoélectrique à radioisotope embarqué. Durant la phase de vol, le drone analyse la composition de l'atmosphère et établit le profil vertical de celle-ci. Lorsqu'il est au sol, il étudie la composition des matériaux organiques et des glaces de la surface en utilisant un spectromètre de masse et un spectromètre gamma à neutrons actifs. Le drone dispose également d'instruments pour étudier la météorologie et effectuer des études sismiques,.

### Énergie

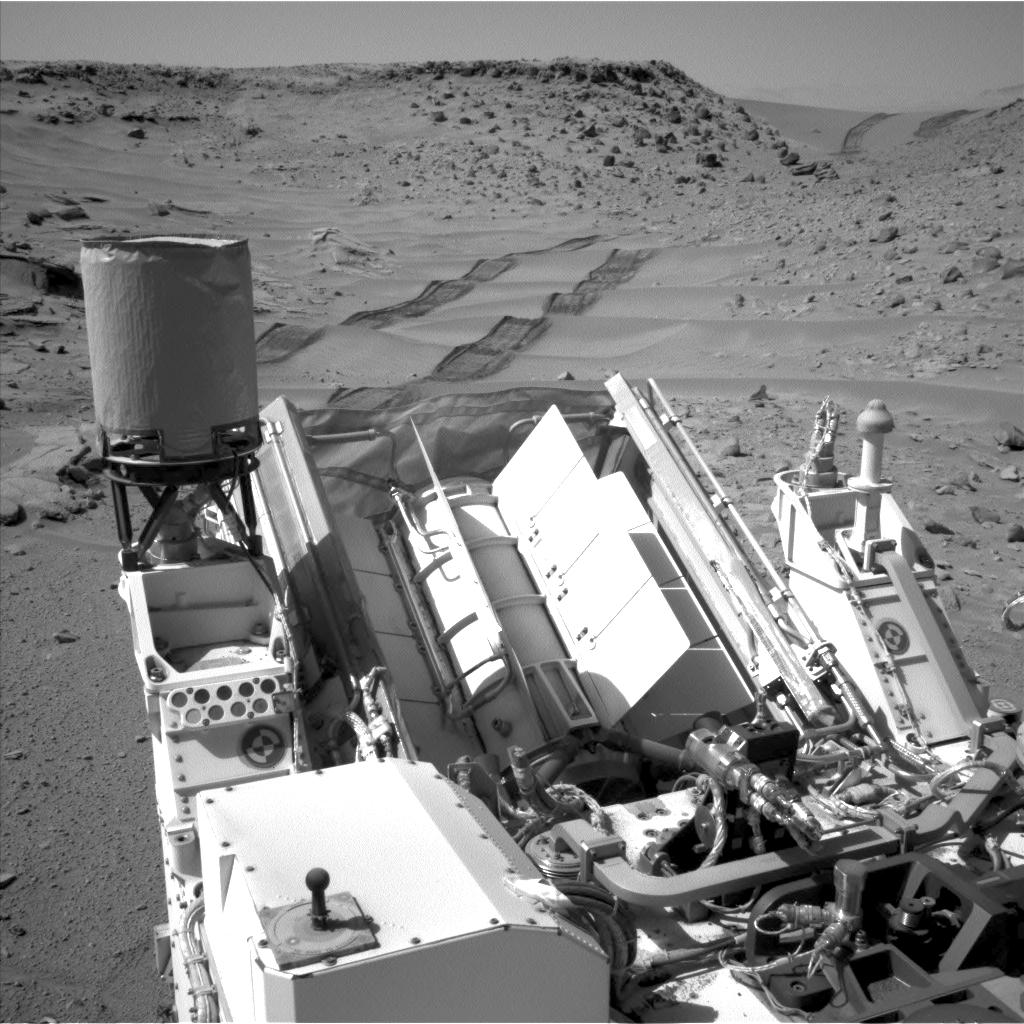
Un MMRTG similaire à celui visible ici (au centre de la photo) à l'arrière du rover Curiosity sur Mars pourrait être utilisé pour fournir l'énergie de l'aérobot Dragonfly.

L'énergie constitue la principale contrainte à laquelle doit faire face un aérobot sur Titan. L'énergie solaire disponible au niveau de l'orbite de cette lune est 100 fois moins importante que sur Terre. Par ailleurs, l'atmosphère épaisse et brumeuse de Titan filtre le rayonnement du Soleil divisant encore par 10 cette faible quantité d'énergie solaire. Les besoins en énergie sont accrus par la température particulièrement basse qui nécessite de produire de la chaleur pour maintenir en fonctionnement de nombreux composants de l'aérobot. Dans ces conditions le recours à un générateur thermoélectrique à radioisotope (MMRTG), produisant de l'énergie électrique par conversion de l'énergie thermique résultant de la désintégration radioactive de plutonium 238 constitue la seule option disponible. Le programme New Frontiers met à disposition de la mission qui sera retenue trois MMRTG analogues à celui utilisé par le rover Curiosity sur Mars. Chaque MMRTG fournit en début de vie 2 000 watts thermiques convertis en 120 watts électriques. Compte tenu de leur masse unitaire, il ne peut pas être envisagé d'utiliser plus d'un MMRTG sur Dragonfly. La durée du transit entre la Terre et Titan (environ 9 ans) qui entraînera une diminution sensible de l'énergie produite et le retour d'expérience pour l'instant limité à 5 ans sur Curiosity, ont incité les concepteurs de Dragonfly à tabler sur la production de 70 watts électriques. L'énergie thermique non convertie en électricité sera utilisée pour maintenir l'intérieur de l'aéronef et en particulier les batteries à des températures suffisamment élevées. D'épaisses couches d'isolant thermique envelopperont le corps de l'aéronef. Seul le capteur de l'instrument DraGNS qui, dans des conditions normales nécessite un cryoréfrigérateur, sera exposé sans aucune protection thermique.
La consommation électrique générée par la collecte et l'analyse chimique des échantillons du sol est importante mais porte sur des durées relativement brèves. Ce sont les activités de collecte continue de données (données météorologiques et sismiques) qui, bien que nécessitant une puissance électrique faible, demandent le plus d'énergie en ce qui concerne la charge utile. Pour les télécommunications réalisées par l'intermédiaire d'une antenne parabolique à grand gain, 5 millijoules d'énergie sont nécessaires pour transmettre 1 bit d'information à la Terre. La transmission de 10 gigabits de données nécessite donc 140 kWh soit environ 80 jours de production du MMRTG. Le jour sur Titan dure 384 heures (16 jours terrestres). Au niveau de Titan, la Terre se trouve pratiquement dans la même direction que le Soleil. Les communications avec la Terre se font donc uniquement de jour et la nuit est donc consacrée à la recharge des batteries. Malheureusement, du fait de sa durée (192 heures), il faudrait disposer d'une batterie de 140 kg pour stocker toute l'énergie produite ce qui dépasse largement les contraintes de masse de la mission. Les concepteurs de la mission ont donc accepté qu'une partie de l'énergie produite durant la nuit ne soit pas stockée pour son utilisation dans la journée. Les communications avec la Terre se font via une antenne parabolique grand gain et une antenne moyen gain utilisant un Tube à ondes progressives de 100 watts en bande X,.

### Performances en vol et aérodynamisme
L'atmosphère de Titan est beaucoup plus dense (4,4 fois) et plus froide que celle de la Terre. Elle est composée à 95 % d'azote ce qui abaisse sa viscosité. En conséquence, le nombre de Reynolds de Dragonfly sur Titan est plusieurs fois plus élevé que s'il volait sur Terre. Le profil des pales des rotors est adapté pour optimiser son efficacité et il est proche de celui adopté par les pales des éoliennes terrestres ce qui présente l'avantage d'accroitre sa robustesse. Dans l'atmosphère de Titan, la vitesse du son est de 194 m/s, contre 340 m/s sur Terre, ce qui limite à la fois la vitesse de rotation des rotors et la longueur des pales. En pratique, cette contrainte a un impact réduit sur les performances de l'aéronef. Compte tenu de ces caractéristiques, Dragonfly (masse environ 875 kg) pourra atteindre une vitesse maximale en vol de 10 m/s (36 km/h). Pour un vol sur une distance d'environ 40 km, la consommation électrique serait d'environ 2 kWh. Une batterie d'environ 30 kg, avec une densité énergétique de 100 Wh/kg, permettrait donc de franchir 60 km. L'énergie nécessaire pour un vol ne croît pas de manière linéaire par rapport à la masse de l'aéronef mais en portant cette valeur à la puissance 1,5 ce qui constitue une des caractéristiques limitant la masse de Dragonfly. Malgré la vitesse maximale modeste envisagée, les concepteurs de l'aéronef ont soigné son aérodynamisme qui constitue un facteur de consommation électrique significatif dans l'atmosphère épaisse de Titan. Pour limiter les forces de trainée, la face avant de l'aéronef présente une forme aérodynamique, un carénage enveloppe les foreuses fixées sur les patins et l'antenne parabolique est repliée à plat pont en vol. L'aéronef pourra être utilisé pour réaliser des sondages verticaux de la basse atmosphère jusqu'à une altitude d'environ 4 km. Le mode de propulsion permet une ascension verticale mais interdit une descente verticale. Le modèle de circulation atmosphérique de Titan établi à l'aide des données recueillies par la sonde spatiale Cassini prédit des vents dont la vitesse atteint au maximum de 1 à 2 m/s. Ceux-ci ne devraient donc avoir qu'un impact mineur sur la distance franchissable par Dragonfly.

## Instruments scientifiques

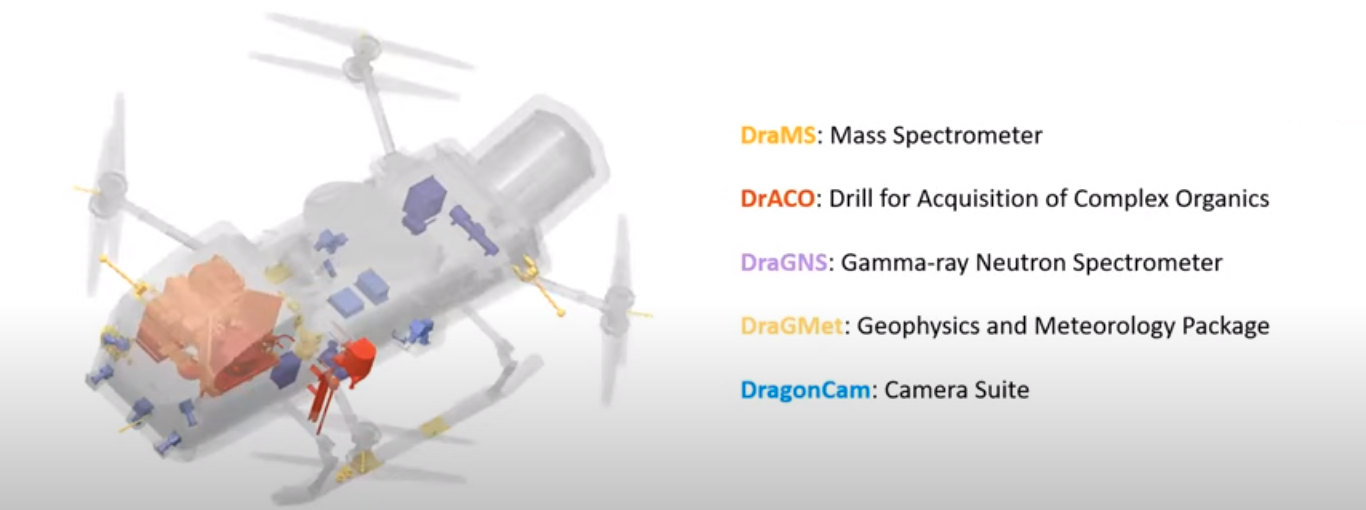
Position des différents instruments.

L'aérobot embarque une charge utile qui reprend par bien des aspects, un sous-ensemble des instruments sélectionnés par la NASA dans le cadre du projet Titan Explorer de 2007. Il permet de recueillir des données géophysiques, de réaliser des photos et de collecter des données météorologiques ainsi que d'étudier les principales caractéristiques de la chimie de la surface. La mesure de l'hydrogène atmosphérique, indice éventuel d'une activité biologique, ainsi que la possibilité de déterminer rapidement les éléments chimiques présents à la surface sans avoir à prélever d'échantillon grâce à une mesure du rayonnement gamma stimulé par un bombardement de neutrons, constitue une nouveauté par rapport à la proposition de 2007. La charge utile comprend quatre suites instrumentales : 
- DraMS (en anglais : Dragonfly Mass Spectrometer) est un spectromètre de masse qui a la capacité d'identifier des molécules de masse élevée, indices d'éléments prébiotiques. Il comprend un chromatographe en phase gazeuse (GCMS) et un spectromètre de masse à désorption laser (LDMS). L'instrument qui est proposé par le centre de vol spatial Goddard dérive pour certains éléments du laboratoire d'analyse SAM embarqué sur le rover Curiosity ainsi que des développements de l'instrument MOMA du rover ExoMars. L'instrument est alimenté en échantillons du sol par les deux foreuses DrACO fixées sur les patins de l'aéronef ;
- DraGNS (en anglais : Dragonfly Gamma-Ray and Neutron Spectrometer) est un instrument utilisé pour analyser les éléments chimiques présents dans le sol à proximité immédiate de l'aérobot sans avoir à recueillir d'échantillons à l'aide du système de prélèvement DrACO. L'instrument utilise un générateur de neutrons pour identifier la signature gamma car l'atmosphère épaisse de Titan intercepte les rayons cosmiques qui, sur d'autres corps célestes, excitent les atomes en surface. L'instrument permet de déterminer la proportion d'atomes de carbone, d'azote, d'hydrogène et d'oxygène. Il permet de ranger le sol rapidement dans une classification grossière (glace d'eau riche en ammoniaque, glace pure...). L'instrument permet également d'identifier des éléments non organiques mineurs tels que le sodium ou le soufre. Cette identification permet d'aider l'équipe scientifique sur Terre à choisir le type d'analyse qui doit être réalisée. L'instrument est fourni par le centre de vol spatial Goddard ;
- DraGMet (en anglais : Dragonfly Geophysics and Meteorology Package) est une suite de capteurs fournissant la pression atmosphérique, la température ainsi que la direction et la vitesse du vent. Des capteurs fonctionnant en proche infrarouge déterminent la proportion de méthane présent dans l'atmosphère[Note 9]. Des électrodes placées dans les patins mesurent la constante diélectrique du sol. Les propriétés du sol sont mesurées avec un capteur qui détermine sa porosité et son humidité (proportion de méthane). Des capteurs sismiques sont utilisés pour déterminer les caractéristiques du régolithe, recherchent les activités sismiques ce qui peut permettre d'en déduire la structure interne de Titan. Cette suite instrumentale est fournie par le laboratoire Applied Physics Laboratory ;
- DragonCam (en anglais : Dragonfly Camera Suite) est un ensemble de caméras utilisant une électronique commune. Ces instruments fournissent des images du sol vers le bas et vers l'avant lorsque Dragonfly est en vol ou au sol. Un microscope est disponible pour examiner la surface à l'échelle du grain de sable. Des caméras panoramiques fournissent une vue d'ensemble et détaillée du terrain à proximité. Cette suite instrumentale est proche par bien des aspects de celle embarquée sur les rovers martiens (Curiosity, Mars 2020). Les différences portent sur la prise en compte de la luminosité beaucoup plus faible. Des projecteurs utilisant des LED permettront d'obtenir des images nocturnes en couleur. Un projecteur de lumière ultraviolet est utilisé pour détecter, par la technique de la fluorescence, certains matériaux organiques comme les composés aromatiques. Les caméras sont fournies par Malin Space Science Systems.
- DrACO (en anglais : Drill for Acquisition of Complex Organics) est une foreuse à percussion qui doit permettre de prélever des échantillons du sol de Titan dont la composition est analysée par le spectromètre de masse DraMS composé d'un spectromètre de masse à . IL comprend deux foreuses (fixée chacune sur un des deux patins de l'aérobot) de petite taille pouvant prélever un échantillon jusqu'à une profondeur de 6 centimètres, un système d'aspiration utilisant l'atmosphère de Titan et charger de transférer pneumatiquement les prélèvements jusqu'à un double carrousel permettant de stocker 40 échantillons analysables par l'instrument LDMS et 18 échantillons analysables par l'instrument GCMS. Cet équipement est développé par la société Honeybee Robotics[25].

## Déroulement de la mission

### Lancement
Pour retrouver les mêmes conditions atmosphériques que celles rencontrées par la sonde Huygens lors de son atterrissage sur Titan en janvier 2005, la date d'arrivée de Dragonfly sur la lune de Saturne a été fixée en 2034 : il se sera alors écoulé une année saturnienne (soit 29,5 années terrestres) depuis le premier atterrissage. À l'origine la sonde spatiale Dragonfly devait être placée en orbite en 2025 par un lanceur spatial de moyenne puissance (Atlas V-5xx) avec une énergie caractéristique ou {\displaystyle C_{3}} modérée de 20 km2/s2 et effectuer quatre ou cinq survols de la Terre et de Vénus (combinaisons EVEEGA ou VEEGA) qui auraient par des manœuvres d'assistance gravitationnelle permis d'accélérer suffisamment la sonde spatiale pour qu'elle puisse atteindre Saturne et Titan. À la suite du glissement de la date de lancement reportée à 2027 puis à 2028, les responsables de la mission ont dû opter pour une trajectoire réduisant le temps de transit entre la Terre et Titan. Pour y parvenir la sonde spatiale sera lancée par une fusée plus puissante (Vulcan 6S, Falcon Heavy) capable de propulser celle-ci avec une vitesse {\displaystyle C_{3}} d'environ 55 km2/s2. La sonde spatiale emportera plus d'ergols car elle devrait effectuer des corrections orbitales plus importantes demandant un delta-V de 650 m/s. Grâce à ces changements une seule assistance gravitationnelle de la Terre sera nécessaire ce qui permettra de réduire le temps de transit de 9,9 à 6,4 années. Cette nouvelle trajectoire présente par ailleurs deux avantages : la sonde spatiale ne s'approche pas plus de 0,89 unité astronomique du Soleil (au lieu de 0,615 UA) ce qui permet de réduire les contraintes thermiques, une antenne hélécoïdale imposée par le séjour dans le système solaire interne (en deçà de l'orbite de la Terre) peut être supprimée et la perte de puissance du MMRTG durant le transi est limitée (puissance à l'arrivée de 91 watts au lieu de 82 watts) ce qui permet d'allonger la durée de vie opérationnelle de l'aérobot sur Titan.

### Transit entre la Terre et Titan
Après deux modifications de trajectoire mineures (TCM-1 et TCM-2), la sonde spatiale doit effectuer une importante manœuvre de correction de trajectoire (TCM-3) générant un changement de vitesse de 543 m/s environ un an et demi après le lancement (mi-2029). Compte tenu de la durée de fonctionnement de la propulsion pour réaliser cette poussée, cette manœuvre est décomposée en quatre étapes qui s'échelonnent sur une semaine. Deux petites manœuvres (TCM-4 et 5) réalisées une dizaine de jours plus tard viennent apporter des corrections. L'unique manœuvre d'assistance gravitationnelle de la Terre a lieu en janvier 2031 et place la sonde spatiale sur une trajectoire directe vers Titan. Elle est précédée de trois petites corrections (TCM-6, 7 et 8) destinées à placer la sonde spatiale sur la bonne trajectoire. L'engin spatial survole la surface de la Terre à une altitude d'environ 450 kilomètres. Cette manœuvre lui permet d'accroitre sa vitesse de 6,9 km/s : son énergie caractéristique {\displaystyle C_{3}} atteint ainsi la valeur 145 km2/s2 qui aurait été nécessaire dans le cas d'un lancement direct vers Titan depuis la Terre. La trajectoire obtenue est corrigée par une petite manœuvre (TCM-9) réalisée dix jours après ce survol. Une nouvelle correction est effectuée 600 jours avant l'arrivée sur Titan (TCM-10). Dans les jours qui précèdent l'arrivée sur Titan, quatre manœuvres de correction de trajectoire distinctes sont programmées (TCM-11 à TCM-14) de manière à ce que la sonde spatiale pénètre dans l'atmosphère de Titan à 7 800 kilomètres de son centre.

### Arrivée sur Titan

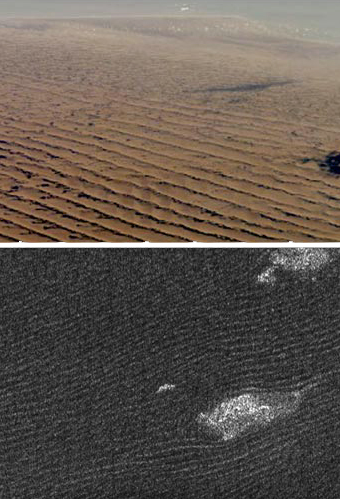
Vers l'équateur de Titan, on trouve des champs de dunes (en bas sur l'image) similaires à ceux de Namib en Afrique du Sud (en haut sur l'image) qui pourraient constituer une zone d'atterrissage convenant à la fois aux contraintes techniques et aux objectifs scientifiques.

Titan dispose d'une atmosphère dense et épaisse qui impose une contrainte réduite sur l'angle d'arrivée de la sonde spatiale lorsqu'elle entame sa rentrée atmosphérique. En 2005, l'atterrisseur Huygens a plongé dans l'atmosphère de Titan avec une incidence de 65° (donc plus proche de la verticale que de l'horizontale) alors que les engins spatiaux atterrissant sur Mars sont obligés de pénétrer dans l'atmosphère peu dense et de faible épaisseur de cette planète avec une incidence rasante (angle d'environ 15°). Cette caractéristique permet de disposer d'une grande latitude pour sélectionner le site d'atterrissage qui sera situé dans une zone formée d'anneau de grande taille déterminé par le point d'entrée dans l'atmosphère. Pour limiter la vitesse d'arrivée et ainsi réduire l'épaisseur du bouclier thermique du module de descente, le scénario le plus favorable consisterait à atterrir sur la face arrière de Titan, toutefois le gain de masse serait relativement faible. Si la sonde spatiale arrive au milieu de la décennie 2030, l'atterrissage devra se faire à une latitude basse pour que les communications avec la Terre puissent se faire dans de bonnes conditions. Compte tenu de la date d'arrivée, la sonde spatiale sera confrontée à des conditions météorologiques similaires à celles rencontrées par l'atterrisseur Huygens (saison et latitude identiques). Un atterrissage non loin de l'équateur est le scénario préféré à la fois des scientifiques et des ingénieurs. Cette région est caractérisée, selon les relevés (notamment radar) de Cassini Huygens, par des terrains peu accidentés donc limitant les risques à l'atterrissage. La région est couverte de dunes espacées atteignant une altitude maximale de 150 mètres avec des pentes douces (environ 5°) formant un paysage assez analogue à celui de la mer de sables de Namib en Afrique du Sud. Si ces caractéristiques sont complètement similaires, environ 95 % de la surface devrait comporter des pentes inférieures à 6 % laissant donc beaucoup de latitude dans le choix du site d'atterrissage pour un engin conçu pour accepter une pente pouvant atteindre 10°. Par ailleurs, durant la phase finale de l'atterrissage, l'aérobot fera fonctionner ses rotors ce qui lui donnera du temps pour sélectionner le site d'atterrissage le plus propice d'après les analyses de terrain effectuées à l'aide de son radar.

### Exploration de Titan

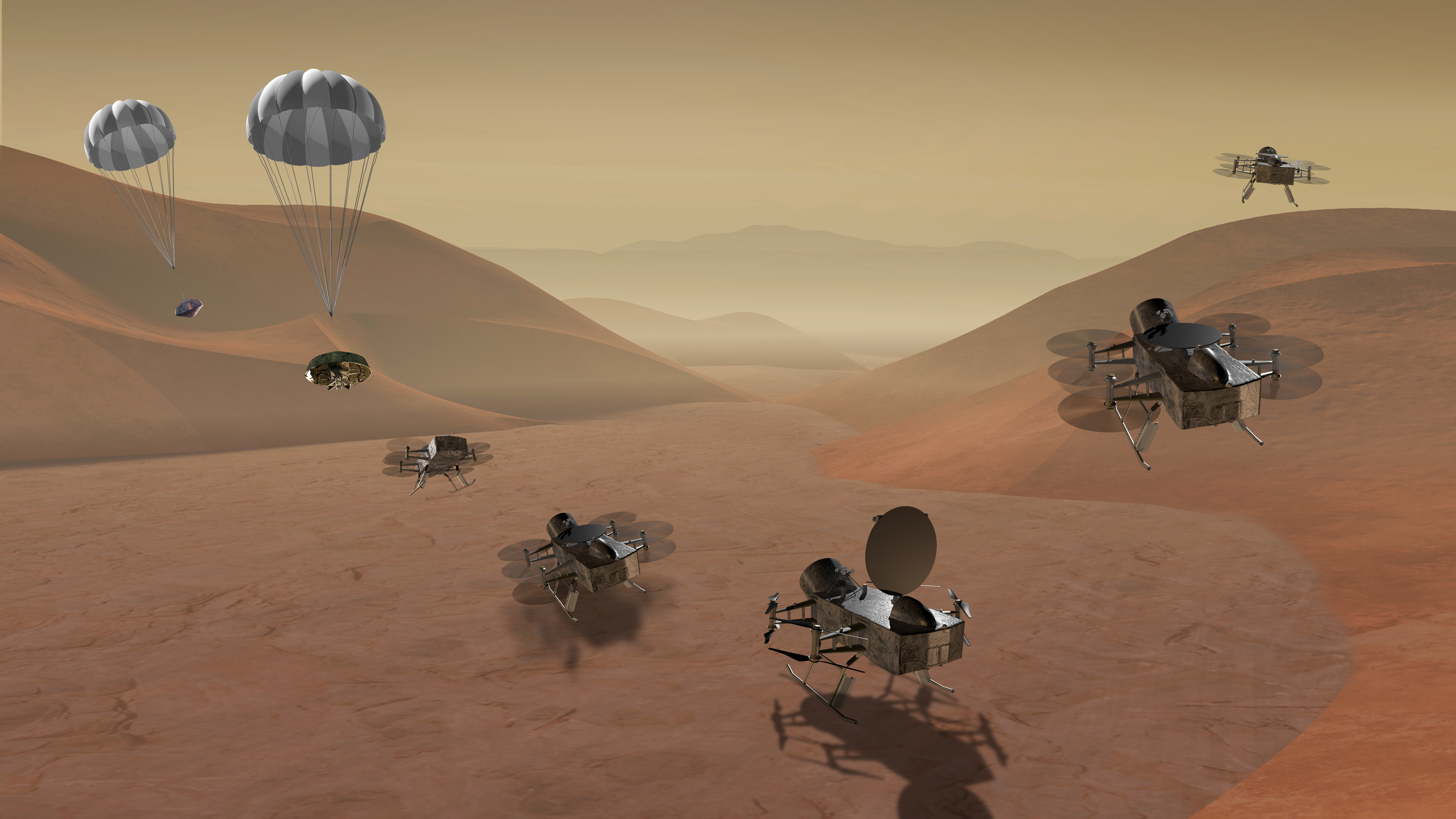
Opérations à la surface de Titan.

Une fois au sol, Dragonfly utilisera progressivement sa capacité à se déplacer en augmentant à chaque fois la distance, la durée et l'altitude des vols. Il pourra commencer par des déplacements de quelques mètres vers des emplacements dont les caractéristiques sont connues par les images prises par ses caméras. En fonction de la diversité des sols autour du site, il pourra éventuellement ainsi analyser différents types de sol. Pour valider les performances des capteurs de l'aéronef, les premiers déplacements lointains pourront se faire d'abord en se basant sur des données fournies par les capteurs inertiels avant d'exploiter la navigation optique reposant sur l'analyse des images prises une fois qu'aura été dressé un catalogue de points de repères dans la région alentour.
La stratégie d'exploration combinera la prise de photos aériennes de zones d'atterrissage potentielles au cours de vols de reconnaissance et l'analyse des images par les équipes sur Terre pour identifier des sites à la fois intéressants et présentant un risque limité. À chaque fois qu'il atterrit, l'aérobot déploie son antenne parabolique grand gain et commence à transmettre en priorité les photos aériennes effectuées ainsi que ses paramètres de fonctionnement durant le vol. Dès l'atterrissage, la consistance du terrain est analysée à l'aide des capteurs fixés sur les patins. Au bout de quelques heures, le spectromètre gamma a déterminé la composition chimique du sol alentour permettant de classer le terrain dans une des grandes catégories identifiées sur Titan. À l'aide de ces données et des images du site prises par les caméras, l'équipe scientifique au sol déterminera s'il faut effectuer le prélèvement d'un échantillon du sol avec l'une des deux foreuses et son analyse par le spectromètre de masse. Cette activité consommatrice d'énergie pourra être effectuée de nuit si les batteries disposent de l'énergie nécessaire. Les autres activités pouvant être réalisées durant la nuit sont le recueil des données sismiques et météorologiques et la prise d'images du sol en utilisant les projecteurs. Les photos prises de nuit permettront de déterminer avec plus de précision la couleurs des matériaux en surface que les photos de jour éclairées par une lumière solaire filtrée par l'épaisse atmosphère et tirant sur le rouge.
La durée de la mission primaire est de 2,7 ans (année terrestre) au cours de laquelle l'aérobot devrait parcourir 175 km. La durée de vie de Dragonfly est limitée par son générateur thermoélectrique à radioisotope (MMRTG) dont la capacité à produire de l'énergie électrique diminuera au fur et à mesure de la désintégration radioactive du plutonium 238. Le MMRTG produira suffisamment d'énergie pour permettre à l'aérobot de fonctionner durant 8 ans sur Titan.